# Сан-Пабло (Чилі)
Сан-Пабло (ісп. San Pablo) - селище в Чилі. Адміністративний центр однойменної комуни. Населення - 3478 осіб (2002). Селище і комуна входить до складу провінції Осорно і регіону Лос-Лагос.
Територія комуни – 637,3 км². Чисельність населення – 9535 мешканців (2007). Щільність населення - 14,96 чол./км².

## Розташування
Селище розташоване за 119 км на північ від адміністративного центру області міста Пуерто-Монт та за 22 км на схід від адміністративного центру провінції міста Осорно.
Комуна межує:
- на півночі - з комуною Ла-Уніон
- на сході - з комуною Ріо-Буено
- на півдні - з комуною Осорно
- на заході - з комуною Сан-Хуан-де-ла-Коста

## Демографія
Згідно з даними, зібраними під час перепису Національним інститутом статистики, населення комуни становить 9535 осіб, з яких 4863 чоловіки та 4672 жінки.
Населення комуни становить 1,2% від загальної чисельності населення регіону Лос-Лагос. 66,59% належить до сільського населення та 33,41% - міське населення.